# خوليو سيزار بينيتيز
خوليو سيزار بينيتيز (بالإسبانية: Julio César Benítez)‏ هو لاعب كرة قدم أوروغواياني في مركزي الدفاع، ولد في 1 أكتوبر 1940 في مونتفيدو في الأوروغواي، وتوفي في 6 أبريل 1968 في برشلونة في إسبانيا بسبب تسمم غذائي. لعب مع ريال بلد الوليد وريال سرقسطة ونادي برشلونة ونادي راسينغ مونتيفيديو.

## وصلات خارجية
- خوليو سيزار بينيتيز على موقع قاعدة بيانات كرة القدم.إي يو (الإنجليزية)
- خوليو سيزار بينيتيز على موقع عالم كرة القدم.نت (الإنجليزية)